# (9665) Inastronoviny
(9665) Inastronoviny  es un asteroide perteneciente al cinturón de asteroides, descubierto el 5 de junio de 1996 por Jana Ticha, Milos Tichy y Zdenek Moravec desde el Observatorio Kleť, en la República Checa.

## Designación y nombre
Inastronoviny se designó inicialmente como 1996 LA.
Más adelante fue nombrado en honor a la revista de astronomía checa Inastronoviny (fundada en 1997).

## Características orbitales
Inastronoviny orbita a una distancia media del Sol de 3,0722 ua, pudiendo acercarse hasta 2,7008 ua y alejarse hasta 3,4436 ua. Tiene una excentricidad de 0,1208 y una inclinación orbital de 7,7100° grados. Emplea en completar una órbita alrededor del Sol 1966 días.

## Características físicas
Su magnitud absoluta es 12,7. Tiene 9,480 km de diámetro. Su albedo se estima en 0,136.